# Liudmila Kondrátieva
Liudmila Andréievna Kondrátieva (11 de abril de 1958 en Shajty, ciudad del suroeste ruso cercana al mar Negro) es una exatleta de la Unión Soviética especialista en pruebas de velocidad que fue campeona de los 100 metros lisos en los Juegos Olímpicos de Moscú 1980.

## Carrera
En sus inicios en el atletismo hacia pentatlón. Su primera competición de importancia fueron los Campeonatos de Europa Júnior de 1975 disputados en Atenas, donde finalizó 4.ª en los 200 m.
En los años siguientes fue mejorando en los rankings, y consiguió su primer gran éxito internacional en los Campeonatos de Europa de Praga en 1978, donde dio la gran sorpresa al ganar el oro de los 200 metros con 22,52, por delante de la alemana Marlies Göhr, que entonces parecía invencible. Además fue 6.ª en la final de los 100 m, y ganó una segunda medalla de oro con el equipo soviético de relevos 4 × 100 m.
En la Copa del Mundo de Montreal en 1979 fue 4.ª en los 100 m, 3.ª en los 200 m, y 3.ª en los relevos 4 x 100 m.
El 3 de junio de 1980, poco antes de los Juegos Olímpicos, consiguió durante los Campeonatos Nacionales de la URSS en Leningrado (actual San Petersburgo), una marca de 10,87 en los 100 m que hubiera significado un nuevo récord del mundo, pero que no fue reconocido como tal por la Federación Internaciona de Atletismo (IAAF), debido a ciertas sospechas sobre su veracidad.
Ya en los Juegos Olímpicos de Moscú 1980, el 26 de julio Liudmila Kondrátieva consiguió el éxito más importante de su carrera al ganar contra todo pronóstico la apretadísima final olímpica de los 100 m con 11,06, por delante de la gran favorita Marlies Göhr, que hizo 10,07. La mala salida de Göhr hizo que pese a una meritoria remontada no lograra dar alcance a Kondrátieva. Cinco atletas entraron en apenas una décima de segundo.
Sin embargo Liudmila Kondrátieva acabó la prueba con una lesión en la corva, lo que le impidió participar en los días siguientes en las pruebas de 200 m y relevos 4 × 100 m, donde hubiera podido ganar más medallas.
En los siguientes años no consiguió logros destacados. No pudo defender su título olímpico de los 100 m en los Juegos de Los Ángeles, debido al boicot de los países del Este, que respondían así al boicot de los norteamericanos a la cita moscovita de cuatro años antes. A pesar de todo el 16 de agosto de ese año Kondrátieva hizo un tiempo de 11,02 en Praga, su mejor marca desde 1980 y la quinta mejor del mundo ese año, demostrando que estaba en buena disposición para al menos haber obtado a una medalla en la cita olímpica.
En 1985 decidió retirsarse de las pistas, y contrajo matrimonio con el doble campeón olímpico de lanzamiento de martillo Yuri Sedyj, aunque se divorciaron tiempo después.
De forma sorpresiva regresó a la competición en 1988 y participó en los Juegos Olímpicos de Seúl, donde fue eliminada en las semifinales de los 100 m y ganó la medalla de bronce con el equipo soviético de relevos 4 × 100 m, junto a Galina Malchugina, Marina Zhirova y Natalia Pomóschnikova.